# Erik G. Lundblad

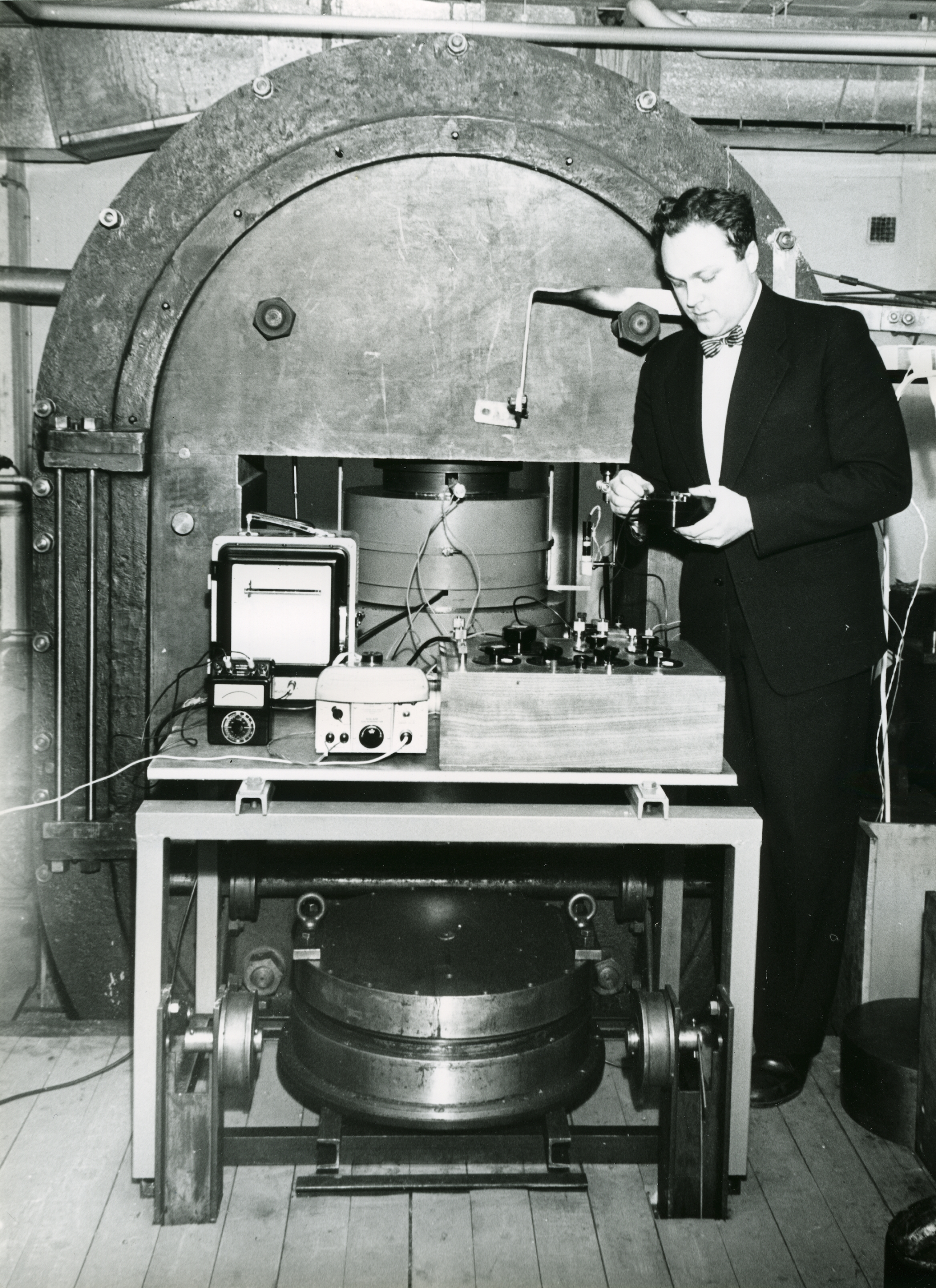
Erik Lundblad vid Quintuspressen för diamanter, 1953.

Erik Gunnar Lundblad, född 1 december 1925 i Adolf Fredriks församling, Stockholm, död 12 maj 2004 i Viksängs församling, Västmanlands län, var en svensk ingenjör och företagsledare.
Erik Lundblad genomgick Norra Latins realskola och gymnasium. Därefter studerade han naturvetenskapliga ämnen vid Stockholms högskola med inriktning på kemi. Han fick anställning som assistent åt Baltzar von Platen som sedan 1930-talet försökt framställa diamanter på konstgjord väg och från 1942 experimenterade inom Asea med att tillverka syntetiska diamanter. Från 1950 ledde Lundblad försöken. Projektet hade kodnamnet Quintus, efter latin för fem och att diamant historiskt ansetts som ett femte element. Genom att utsätta grafit för högt tryck och hög temperatur kunde diamanter bildas, enligt teorin. En högtryckspress som höll samman av spänd pianotråd medgav tryck på upp till 14000 ton. Försöken ledde 1953 till skapandet av syntetiska industridiamanter. Mellan 1953 och 1963 utvecklades tekniken till en kostnadseffektiv produktionsmetod. Asea startade företaget Scandiamant 1965 för tillverkningen med Lundblad som VD; fabriken förlades i Robertsfors före detta sulfitfabrik. Verksamheten hade 140 anställda 1971. Användningsområde för industridiamanterna var slipskivor, tandläkarborrar, polermedel mm. Asea avyttrade diamanttillverkningen 1975 och Erik Lundblad var en av Aseas högsta chefer under Curt Nicolin. Lundblad engagerade sig inom Asea åt utvecklingen av kärnkraftverk.
Mellan 1986 och 1991 var Lundblad direktör för Tekniska museet. Bland annat initierade han en utställning om strålning och anskaffade en dimkammare.
Lundblad erhöll Ingenjörsvetenskapsakademiens stora guldmedalj 1974 tillsammans med Baltzar von Platen]och Carl Munters.